# 仮埋葬
仮埋葬（かりまいそう）とは戦争や災害時に火葬場が被災し使用不可の場合や、火葬場が混み合っている場合に一時的に遺体を土葬し保管、管理をするとされる。後日、改葬とし遺体を掘り起こし火葬もしくは洗骨して納骨する処置が執られるとされる。

## 東京大空襲での仮埋葬
1945年3月10日の東京大空襲では、一晩のうちに約10万人という多数の犠牲者が生じ、そのうち約7万8000体の遺体は火葬が間に合わないため都内にある公園、境内寺院、墓地で仮埋葬されたといわれる。
主な埋葬場所
- 上野公園
- 隅田公園
- 錦糸公園[4]
- 妙久寺
- 本龍寺
- 安養院[5]

## 東日本大震災での仮埋葬
2011年3月11日に起きた東日本大震災で宮城県では1万571人の犠牲者がでた。宮城県内の火葬場が被災し、ご遺体を運ぶ車、火葬に必要な燃料も確保できなくなり葬儀屋、自衛隊、棺桶、ドライアイスも不足している状況でした。ご遺体を安置する場所もなく腐敗も進むため自治体は一時的にご遺体を土葬する 仮埋葬をすることにした。県内では発生10 日後の2011年3月21日から6月末まで2108人のかたが仮埋葬されました。この仮埋葬においては当初「2年〜5年を期限として仮埋葬を行う」(遺体が白骨化の状態にし火葬)としていましたが、火葬場が徐々に復旧し遺族の希望もあり仮埋葬から2か月後にご遺体を掘り起こし改葬をおこなうことした。 夏から秋にかけての改葬作業はご遺体の状態も酷く、作業をされていた事業者のかたはとても過酷で大変な作業だったと言われています。人不足のためご遺族も改葬を手伝いとても辛い思いをしたといわれる。

## 仮埋葬の課題
東日本大震災での仮埋葬において、特に改葬作業に困難を極めたとされる。仮埋葬開始後数週間から２ヶ月程度での改葬開始と数ヶ月の全改葬完了はまさに早期全改葬であるといわれる。仮埋葬の実施方法も改葬を前提としていなっかたため、遺体を納体袋のまま棺に入れ、重機を使うほどの深い穴（約２m）に仮埋葬したことにより、改葬の掘り起こしに苦労し、棺は壊れ、納体袋に体液が溜まり臭気に苦しむなど、実施側（行政・事業者）の改葬作業の過酷さがより増大したとされる。東日本大震災での仮埋葬の概念の曖昧さが現場の混乱をまねき仮埋葬の円滑な遂行を大きく阻害したと考えられる。
今後、30年で80％の確率で起きるといわれる南海トラフ巨大地震の対策として広域火葬計画を策定されたが、最悪のケース死者約30万人といわれる南海トラフ巨大地震では全国の火葬場を使用しても火葬は間に合わないとされ、仮埋葬をおこなう必要があるとされる。そのため仮埋葬の概念、施工方法、定義の格律が必要とされる。